# ヨハン・アウグスト・ワールベリ

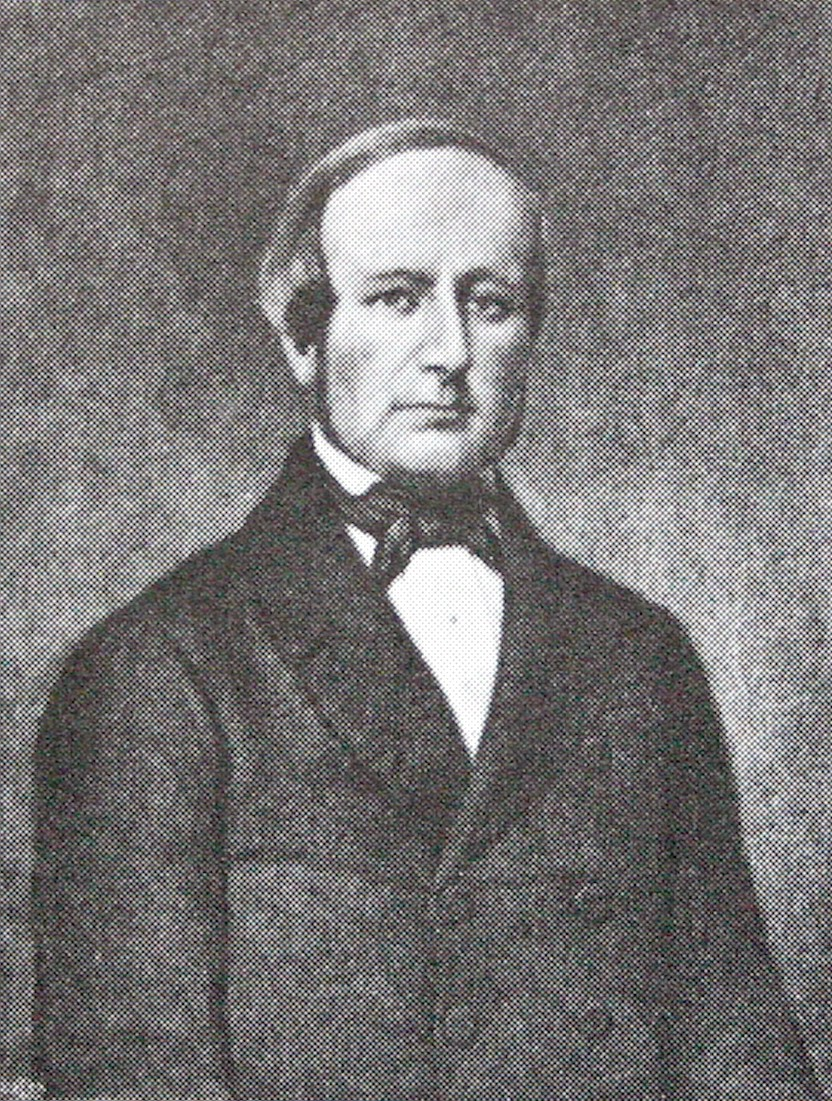
Porträt von Johan August Wahlberg

ヨハン・アウグスト・ワールベリ（Johan August Wahlberg、1810年10月9日 - 1856年3月6日）は、スウェーデンの博物学者、探検家。

## 略歴
ヴェストラ・イェータランド県のLagklarebäckに生まれた。商人であった父親を9歳で失くし、母親も2年後に没した。リンシェーピングの高校を出た後、1829年からウプサラ大学で化学を学ぶが1年後、林業と農学に転じた。1832年に昆虫学者のボーマン（Carl Henrik Boheman）とノルウェーの調査を行った。1833年と1834年には森林調査のためにスウェーデン、ドイツを旅した。測量師としての資格も1834年に得た。1836年に技師の資格を得て、測量師の学校で、自然科学を教えた。
1838年から1856年の間、アフリカ南部を旅し、何千という動物や植物の標本をスウェーデンに送った。その中にはゾウやサイ、キリンといった大型の動物標本や鳥の標本、8,000を超える昆虫の標本が含まれた。1856年3月に現在のモザンビークを流れるリンポポ川上流を探検中に、手負いの象に襲われて死亡した。
ワールベリの死亡のニュースがスウェーデンに届くのが遅れたので、1856年10月、スウェーデン王立科学アカデミーの会員に死亡していた人物が選ばれた唯一の例となった。
オオコウモリ科の種、Epomophorus wahlbergiや、ヤモリ科の種、Homopholis wahlbergii、カマキリ目の昆虫 Pseudocreobotra wahlbergiなどワールベリが発見した多くの動物の学名に名前が残されている。

## 著作
- Bref från naturforskaren. In: Öfversigt af Kongl. Vetenskaps-akademiens forhandlingar. Bd. 11, Nr. 5, 1854, S. 159–163